# Pavel Oyarzún
Pavel Oyarzún Díaz (n. Punta Arenas, 1963) es un escritor, poeta y profesor chileno  que va en rescate de la memoria de su región, Magallanes.

## Biografía
Pavel Oyarzún nació en Punta Arenas en 1963, estudió en la Escuela N.º 7, actualmente, Escuela D-17, una de las escuelas más antiguas de Punta Arenas fundada en 1903. Su Enseñanza Media la realizó en el Liceo Luis Alberto Barrera. Pavel tuvo una temprana vocación literaria, y todo lo que hizo ha sido considerado por él como un pretexto, siempre con la mentalidad de ser escritor.  
Ingresó en La Universidad de Magallanes, estudiando Pedagogía Básica y se titula en el año 1986 como Profesor de Educación General Básica.  
Además ha participado en diversos encuentros literarios tanto a nivel nacional chileno como internacional. En el año 2002 recibió el Premio Municipal de Literatura de Punta Arenas. En el 2005 ganó el Premio Mejores Obras Inéditas del Consejo del Libro y la Lectura. Ha sido incluido en antologías y sitios de Internet en Chile y el extranjero. Como profesor primario ejerció pocos años, "lo justo"  según él, para poder tener una clara idea del trabajo de los maestros en las Escuelas Municipales, una experiencia que mantiene viva y con gratitud.

## Trayectoria literaria
Enfocándose en la poesía publica su primer libro La Cacería (1989) y un par de años más tarde, el segundo al que llamó La Jauría Desquiciada (1993). La lista de publicaciones en el género continuaría hasta comienzos de la década siguiente,  cuando deja atrás la poesía para abrirse paso a la narrativa, porque quería decir cosas que el lenguaje poético no le permitía. Fue un paso natural, para nada traumático, además siempre se consideró un gran lector, admirador de los grandes novelistas, aunque nunca se había atrevido a escribir una novela. Esto comienza con El paso del diablo que se publicará en el 2004. En este libro abarca el tema de las huelgas en las estancias ganaderas de la provincia de Santa Cruz, Argentina, donde el 90% de los huelguistas eran chilenos, chilotes específicamente. Por ende gran parte de los fusilados, ejecutados ahí son de origen chileno.
Ha participado en diversos encuentros literarios tanto a nivel Nacional como Internacional. En el año 2002 recibe el Premio Municipal de Literatura de Punta Arenas. En el 2005 ganó el Premio Mejores Obras Inéditas del Consejo del Libro y la Lectura. Ha sido incluido en antologías y sitios de Internet en Chile y el extranjero.
Actualmente se desempeña como encargado de la Biblioteca del Patrimonio Austral, proyecto en el que participó desde su gestación y cuya administración depende de la Corporación Municipal de Magallanes.

## Influencia de su profesor
Su profesor de castellano, don Fulvio Molteni, es un hombre sumamente reconocido y formador de lectores y escritores. Juan Mihovilovic, Eugenio Mimica, Juan Magal, fueron algunos de los tantos alumnos de Molteni que se dedicaron al oficio literario. 
Para Pavel, Molteni fue la primera persona que lo acercó a la literatura, lo orientó en la lectura y gracias a él descubrió a autores como Vicente Huidobro y Nicanor Parra.

## Obras
Poesía: 
- La Cacería (1989)
- La Jauría Desquiciada (1993)
- La Luna no tiene Luz propia (1994)
- Antología Insurgente: La Nueva poesía Magallánica (1998)
- Patagonia: La Memoria y el  Viento (2000)
- In Memoriam (2002)

Novela: 
- El paso del Diablo (2004)
- San Román de la Llanura (2006)
- Barragán (2009)
- Krumiro (2016)
- Será el paraíso (2020)

## Premios
- Premio Municipal de Literatura de Punta Arenas (2002)
- Premio Mejores Obras Inéditas del Consejo del Libro y la Lectura (2005)